# Hiwweltour Tiefenthaler Höhe
Die Hiwweltour Tiefenthaler Höhe ist ein vom Deutschen Wanderinstitut zertifizierter 12,2 km langer Rundwanderweg bei Tiefenthal in Rheinland-Pfalz. Der Weg gehört zu den sogenannten „Hiwweltouren“, die neben dem Rheinterrassenweg und verschiedenen Themenwanderwegen zu den Wanderwegen in Rheinhessen gehören.

## Charakteristik
Von allen Hiwweltouren ist die Hiwweltour Tiefenthaler Höhe, die mit dem höchsten Waldanteil. Neben der Wegführung durch Waldgebiete verläuft sie stellenweise zwischen Weinbergen und bietet verschiedene Panorama- und Fernblicke. Darüber hinaus führt der Weg entlang der historischen Bayrisch-Rheinhessischen Grenze im Steinbruch Dunzelloch, die durch Grenzsteine gekennzeichnet ist. Die Landschaft wechselt zwischen Wald, Weinbergen, Wiesen und dem Appelbach.

## Verlauf
Start und Ziel ist der Dorfplatz in Tiefenthal, von wo aus ein Zuweg am Friedhof vorbei zum Waldrand führt. Von dort aus geht es Richtung Appelbach, direkt in das Feuchtbiotop Appelbach hinein und danach weiter durchs Tal. Der Weg durchs Tal passiert einen kleinen Teich und läuft dann weiter in einen Mischwald. Nach 2 km lichtet sich der Wald und der Weg erreicht die Schutzhütte Steinkaute, die einen Ausblick über die Rheinhessische Schweiz ermöglicht. Anschließend geht es zwischen Hecken und Bäumen zum Steinbruch Dunzelloch. Von hier beginnt der erste Aufstieg und der Weg verlässt den Wald mit einem Panoramablick bis zur Pfalz, mit dem Donnersberg in Richtung Süden. Am Waldrand entlang führt der Weg ins Appelbachtal durch Wiesen und offene Felder, bis es wieder bergab geht und der letzte Abschnitt der Hiwweltour beginnt. Der letzte Abschnitt geht durch eine Schlucht, bevor der Friedhof und der Startpunkt am Dorfplatz in Tiefenthal wieder in Sicht kommen. Einkehrmöglichkeiten gibt es in Tiefenthal.

## Sehenswürdigkeiten
- Steinbruch Dunzelloch
- Dorfplatz Tiefenthal
- Feuchtbiotop Appelbach
- Grenzsteine der Bayerisch-Rheinhessischen Grenze